# TV on the Radio
TV on the Radio — нью-йоркская инди-рок-группа, образованная в 2001 году. Стиль группы сочетает в себе такие жанры, как инди-рок, постпанк, фанк, трип-хоп, соул и электронная музыка. TV on the Radio дебютировали в 2002 году мини-альбомом «OK Calculator», выпущенным на собственные средства. Через два года коллектив записал пластинку «Desperate Youth, Blood Thirsty Babes», которая была удостоена престижной премии Shortlist Music Prize. Второй альбом группы — «Return to Cookie Mountain» — был признан музыкальными критиками одним из лучших дисков 2006 года. В его записи в качестве приглашенного вокалиста принял участие Дэвид Боуи. Альбом «Dear Science» получил высокие оценки в прессе и занял первое место в списке лучших альбомов 2008 года по версии журнала Rolling Stone.
В состав TV on the Radio входят Тунде Адебимпе (вокал), Дэвид Энрю Ситек (гитары, клавишные), Кип Малоун (бэк-вокал, гитары), Джалил Бантон (барабаны), Джерард Смит ((бас) умер 20.04.2011). В записях TV on the Radio принимали участие Катрина Форд из Celebration (вокал), Кадзу Макино из Blonde Redhead (вокал), Мартин Перна из Antibalas (саксофон, флейта), Дэвид Боуи (вокал) и Ник Зиннер из Yeah Yeah Yeahs (гитара).
Один из основателей TV on the Radio Дэвид Ситек, помимо работы в группе, известен также по своей продюсерской деятельности. В частности, он выступал продюсером альбомов групп Yeah Yeah Yeahs, Liars, а также дебютной пластинки актрисы Скарлетт Йоханссон Anywhere I Lay My Head.
Композиции группы неоднократно использовались в качестве саундтреков к играм: песня «The New Health Rock» звучала в играх Juiced и Driver: Parallel Lines, «Wolf Like Me» в Project Gotham Racing 4, Need for Speed: ProStreet, Driver: San Francisco и One Tree Hill . Кроме того, композиция «DLZ» входит в число саундтреков сериалов Во все тяжкие(Breaking Bad) (2й сезон 10 эпизод), Дневники вампира (The Vampire Diares) (2 сезон, 12 эпизод), композиция «Will Do» была задействована в сериале Дневники вампира (The Vampire Diares) в 5 эпизоде 3 сезона и игре FIFA 12, композиция «Trouble» в 3 сезоне сериала Чёрный список (The Blacklist), а композиция «Staring at the Sun» в 1 эпизоде 1 сезона сериала Сорвиголова: Рождённый заново (Daredevil: Born Again).

## Состав
- Тунде Адебимпе — Вокал, бэк-вокал, программирование, секвенсер (2001 — н.в.)
- Кип Мэлоун — Бэк-вокал, гитара, бас-гитара, клавишные, струнные (2003 — н.в.)
- Дэвид Эндрю Ситэк — Гитара, программирование, бас-гитара, сэмплирование, клавишные, перкуссия (2001 — н.в.)
- Джалил Бантон — Ударные, перкуссия (2005 — н.в.)

## Дискография

### Студийные альбомы
- Desperate Youth, Blood Thirsty Babes (2004)
- Return to Cookie Mountain (2006)
- Dear Science (2008)
- Nine Types of Light (2011)
- Seeds[англ.] (2014)

### EP
- Young Liars (2003)
- Staring at the Sun (7"/CD single, 2004)
- New Health Rock (2004)
- Live at Amoeba Music (2007)

### Демо-альбомы
- OK Calculator (2002)

### Синглы
- Wolf Like Me (2006)